# Wim Kloppenburg (pianist)
Wilhelm Christiaan Maria (Wim) Kloppenburg (Amsterdam, 13 oktober 1910 – Enschede, 13 mei 2000) was een Nederlands pianist, muziekpedagoog en musicoloog.
Hij was zoon van broodbakker Theodorus Antonius Johannes Kloppenburg en Pascale Boelens. Hij was sinds 1945 getrouwd met pianiste Johanna Geertruida (Ans) Westerhoud (Amsterdam, 1 januari 1907- omgeving Enschede, 18 juni 1997), afgestudeerd aan het Amsterdams Muzieklyceum. Het echtpaar ligt begraven te Usselo.
Hij begon zijn loopbaan als kantoorbediende bij een assurantiekantoor/bedrijf. Hij kreeg zijn muziekopleiding aan het Conservatorium van Amsterdam bij Ulfert Schults, maar ook aan de Universiteit van Amsterdam bij Karel Philippus Bernet Kempers. Hij werd docent aan het Amsterdamse Conservatorium en werd in 1962 docent aan het Twents Muzieklyceum, later Twents Conservatorium, Enschede in de vakken pianomethodiek, muziekgeschiedenis, muziektheorie en Italiaanse taal.
Hij legde zich toe op de pianotechniek. Van zijn hand verschenen de volgende boekwerken:
- 1951: Ontwikkelingsgang van de pianomethoden van het begin af tot aan de methode van Deppe (circa 1550-1895)
- 1951: Overzicht van de moderne pianomethoden
- 1951/1955: Nieuwe leergang voor het piano-onderwijs
- 1952: De pedalen van de piano, inleiding tot het pedaalgebruik
- 1954: Nicolas Dalayrac et son temps (1753-1809); typoscript
- 1960: Thematische-bibliografische catalogus van de werken van Willem Pijper
- 2003: Postuum met de fragmentarische dissertatie
- 1962: Muziek en cultuur in de oudheid; typoscript
- 1962: 'Willem Pijper' in 'Die Musik in Geschichte und Gegenwart', deel 10, kolommen 1272-1275
- 1963-1965: Vier delen: Muziek door de eeuwen
- 1968: De geschiedenis van het lied; typoscript
- 1979: De pianosonates van W. A. Mozart
- 1980: Van monochord tot moderne vleugel
- 1983: De klaviersonates van Joseph Haydn
- 1997: De pianosonates van Franz Schubert
- 1947-1986: Artikelen in 'Mens en melodie' en in de Grote Winkler Prins (7e druk) tijdvak 1600-1900

In 2002 werd de Drs. W.C.M. Kloppenburg Stichting in het leven geroepen om de muzikale nalatenschap van de musicoloog te beheren.
Zijn naamgenoot en tevens musicus Wim Kloppenburg (kerkmusicus) (1939) heeft elders op deze Wikipedia een pagina.
- Bibliothèque nationale de France: cb129531241 (data)
- Gemeinsame Normdatei: 1146789831
- International Standard Name Identifier: 0000 0000 3519 7051
- Library of Congress Control Number: n97861697
- Nationale Bibliotheek van Letland: 000322134
- Nationale Bibliotheek van Israël: 987007282753305171
- Nederlandse Thesaurus van Auteursnamen: 070347182
- Virtual International Authority File: 22272875

- [Caspers, Dispa-van Mever, van Dijk, Ottink, Trip]: 'Doctorandus WK / Een eerbetoon aan Wim Kloppenburg van vrienden en oud-studenten'; Soest, 2011